# Košice-Miskolc
La Košice-Miskolc è una corsa in linea di ciclismo su strada maschile che si svolge in Ungheria ogni anno nel mese di marzo. Dal 2013 fa parte del circuito UCI Europe Tour come evento di classe 1.2.

## Albo d'oro
Aggiornato all'edizione 2013.
| Anno | Vincitore    | Secondo       | Terzo          |
| ---- | ------------ | ------------- | -------------- |
| 2013 | Michal Kolár | Sergiu Cioban | Vitalij Popkov |
| 2014 |              |               |                |

### Vittorie per nazione
| Pos. | Nazione    | Vittorie |
| ---- | ---------- | -------- |
| 1    | Slovacchia | 1        |